# Ängesön (Kalix)
Ängesön is een langwerpig onbewoond eiland in de stroming van Zweedse Kalixrivier. De rivier stroomt hier door het Kamlungeträsket. Het heeft geen oeververbinding; het ligt nabij de zuidoevers van het meer. De grootte van het eiland is afhankelijk van de waterstand van de rivier/ het meer; bij hoogwater lopen grote delen van het eiland onder water.